# Mathieu Debuchy
Mathieu Debuchy (Fretin (Nord), 28 de juliol de 1985) és un futbolista internacional francès que juga pel Valenciennes FC.
El 13 de maig de 2014, l'entrenador de la selecció francesa Didier Deschamps el va incloure a la llista final de 23 jugadors que van representar França a la Copa del Món de Futbol de 2014.